# タミーム・ビン・ハマド・アール＝サーニー
タミーム・ビン・ハマド・ビン・ハリーファ・アール＝サーニー（アラビア語: تميم بن حمد بن خليفة آل ثاني, ラテン文字転写: Tamīm bin Ḥamad bin Khalīfa Āl Thānī, 1980年6月3日 - ）は、カタールの首長（アミール）。カタール投資庁役員会長、カタールオリンピック委員会委員長、国際オリンピック委員会委員。前首長ハマド・ビン・ハリーファ・アール＝サーニーの四男。母は第二夫人のモーザ・ビント・ナーセル・アル＝ミスナド（en）。日本語メディアでは「タミム首長」あるいは「タミム・ビン・ハマド・サーニ」と表記されることがある。
現年齢44歳は現在の世界の君主の中では最年少である。

## 経歴
1980年6月3日、ドーハに生まれる。
1998年、英国のサンドハースト王立陸軍士官学校卒業。
2003年8月5日、太子だった同母兄ジャーシムが廃位され、新たに太子に立てられる。2006年アジア競技大会（ドーハ）で組織委員長をつとめる。
2009年、カタール軍副司令官に就任。
2013年6月25日、父のハマド・ビン・ハリーファ・アール＝サーニーより譲位され、首長（8代目アミール）となる。

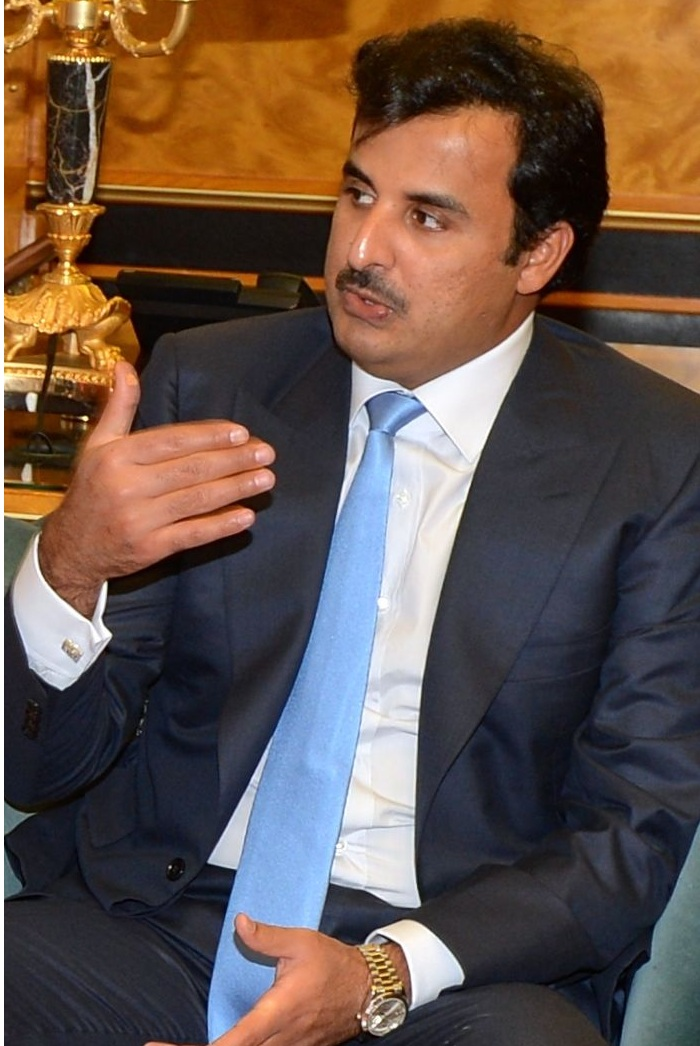
タミーム首長、タイにて、2014年。

2017年6月5日、周辺諸国がカタールに対して断交を通告して以降（2017年カタール外交危機）、愛国主義が高まるカタール国民の支持を集めたとされる。同年12月に挙行したカタール建国記念の軍事パレードでは中国人民解放軍による訓練でカタール軍は従来の英国式の隊列から中国式のガチョウ足行進に改め、中国製弾道ミサイルのBP-12Aを披露し、上海協力機構への加盟申請して中国に接近し、2021年9月に同盟国のトルコと同じ対話パートナーとしての上海協力機構への参加が認められることとなった。
2022年9月22日、来たる27日に実施予定の故安倍晋三国葬儀にタミーム首長がカタール代表として参列することが、日本国外務省により発表された。
報道機関による取材にほぼ応じない人物としても知られており、2013年の即位以来、2022年までの約10年足らずの間にメディアの公式インタビューに応じたのは3回程度しかない。

## 家族

### 妻
- ジャワーヒル・ビント・ハマド・ビン・スハイム・アール＝サーニー（2005年）
- アル＝アヌード・マーネア・アル＝ハージリー（2009年）
- ヌーラ・ビント・ハザール・アッ＝ラジバーニー・アッ＝ドーサリー（2014年）

### 息子
- ハマド(2008年生まれ)
- ジャーシム(2012年生まれ)
- アブドッラー(2012年生まれ)
- ジョーアーン(2015年生まれ)
- アルカカー(2015年生まれ)
- ムハンマド(2017年生まれ)
- ファハド(2018年生まれ)

### 娘
- アル＝マヤーサ(2006年生まれ)
- アーイシャ(2010年生まれ)
- ナーイラ(2010年生まれ)
- モーザ(2018年生まれ)
- ヒンド(2020年生まれ)